# Heinrich Issel

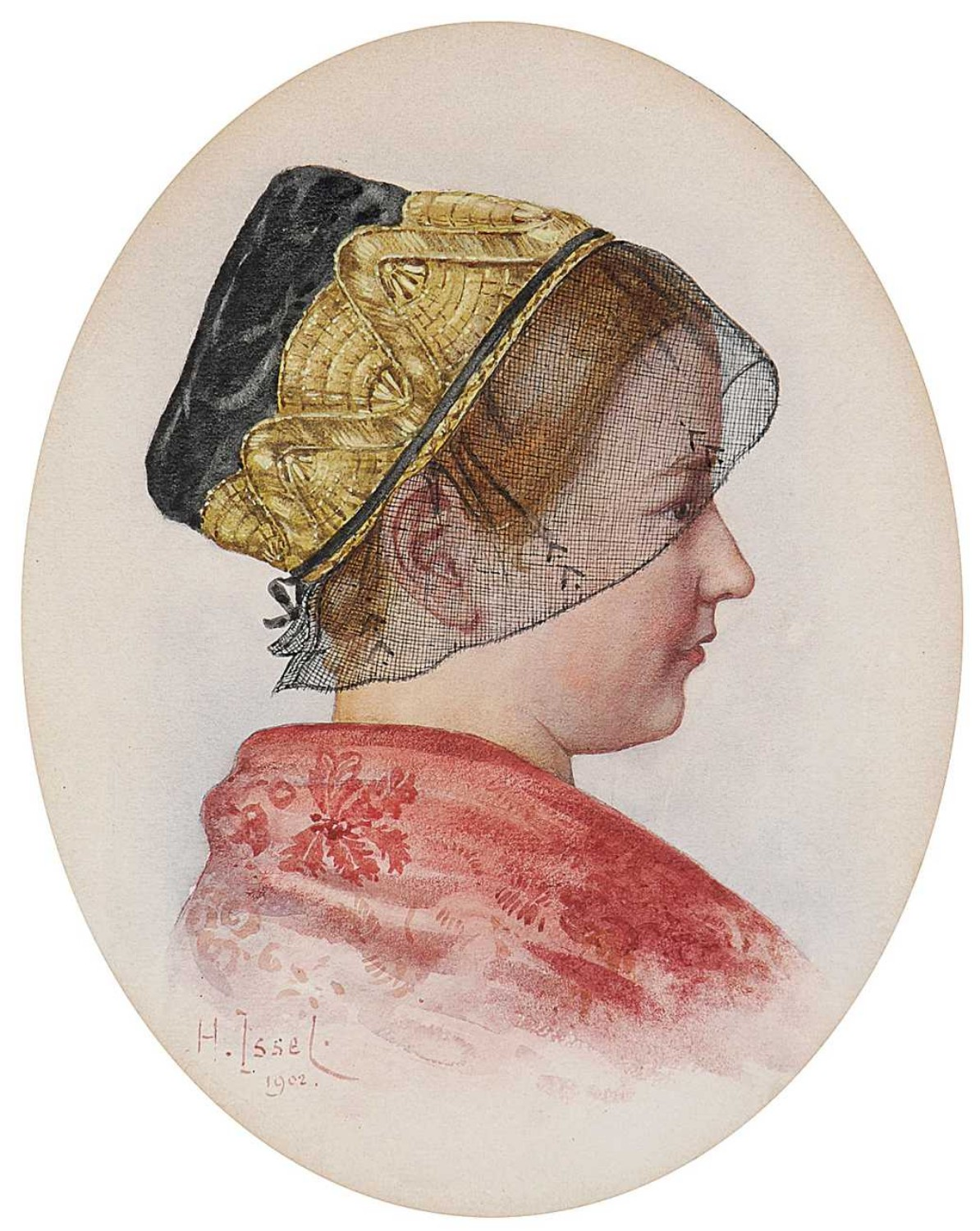
Bildnis einer jungen Frau

Heinrich Issel (* 2. Juli 1854 in Rinklingen bei Bretten; † 16. September 1934 in Karlsruhe) war ein deutscher Trachtenmaler, Enkel von Georg Wilhelm Issel.
Heinrich Issel studierte von 1877 bis 1885 an der Großherzoglichen Badischen Kunstschule Karlsruhe  Genremalerei sowie Porträt- und Historienmalerei. Seit 1886 war er als freischaffender Kunstmaler tätig. Unter dem Einfluss von Johann Baptist Tuttiné widmete er sich der Trachtenmalerei. 1891 und 1892 stellte er im Auftrag des badischen Staates zwei großformatige Werke „Zug der silbernen Hochzeit“ und „Zug der grünen Hochzeit“ fertig.
1900 schuf er für die Kirche in Meißenheim (Ortenaukreis) ein dem Vorbild der Christusstatue von Bertel Thorvaldsen in der Kopenhagener Frauenkirche nachempfundenes Christusbild.
Um 1900 erschien im Freiburger Elchlepp-Verlag das Buch „Volkstrachten aus dem Schwarzwald“ mit 25 Aquarellen Issels. Diese Aquarelle erschienen auch in Form von Postkarten.
Heinrich Issel, Vater von sieben Kindern, geriet in permanente Geldnot. Er musste sich von einigen Kindern trennen und sie bei Verwandten unterbringen. Im Ersten Weltkrieg sind drei seiner Söhne gefallen.